# Železniška postaja Brescia
Železniška postaja Brescia je ena večjih železniških postaj v Italiji, ki oskrbuje Brescia.　